# 蔡時那
蔡時那（1968年6月25日—），常被譯作蔡時娜、蔡時羅，韓國女演員。為韓國實力派演員，曾拿下3座大賞。

## 演出作品

### 電視劇
- 1983年：KBS《高校生日紀》
- 1986年：KBS《이화에 월백하고》
- 1987年：KBS《꼬치미》
- 1988年：MBC《MBC Best劇場-샴푸의 요정》
- 1989年：MBC《巨人》飾演 徐慶珠
- 1989年：MBC《朝鮮王朝五百年－破門》飾演 姜元淑
- 1990年：MBC《愛綻放》
- 1990年：MBC《兩個日記》飾演 美姬
- 1991年：MBC《黎明的眼睛》飾演 尹麗玉
- 1992年：MBC《兒子與女兒》飾演 美賢
- 1993年：MBC《Pilot》飾演 盧慧蘭
- 1994年：MBC《漢城之月》飾演 車英淑
- 1994年：MBC《兒子的女人》飾演 金彩媛
- 1995年：MBC《公寓》飾演 羅紅竇
- 1995年：MBC《崔承喜（朝鲜语：최승희 (드라마)）》飾演 崔承喜
- 1996年：MBC《危險的愛情》飾演 張允珠
- 1996年：MBC《未忘》飾演 全泰音
- 1997年：MBC《英雄神話》飾演 崔荷英
- 1998年：KBS《王與妃》飾演 仁粹大妃
- 1998年：KBS《野望的傳說》飾演 金仁愛
- 1999年：KBS《人們的家》飾演 薛末喜
- 2000年：SBS《女人萬歲》飾演 金多英
- 2002年：MBC《孟家的全盛時代》飾演 孟琴子
- 2004年：KBS《愛情的條件》飾演 姜金屏
- 2004年：KBS《海神》飾演 紫薇夫人
- 2006年：KBS《透明人間崔長洙》飾演 吳筱英
- 2009年：KBS《千秋太后》飾演 獻哀王后皇甫秀（千秋太后）
- 2011年：JTBC《仁粹大妃》飾演 昭惠王后韓氏（仁粹大妃）
- 2012年：SBS《五指》飾演 蔡英朗
- 2015年：KBS《不善良的女人們》飾演 金賢淑
- 2018年：MBC《離別已別離》飾演 徐英熙
- 2019年：MBC《The Banker》飾演 韓秀智
- 2020年：

### 電影
- 1995年：《Sunset Into The Neon Lights》
- 1995年：《洪吉童》
- 1995年：《Sea Anemone》
- 1996年：《The Hunchback Of Notre Dame》
- 2011年：《陽光姊妹淘》

## 獲獎
- 1990年：百想藝術大賞-新人演技賞（巨人）
- 1991年：MBC演技大賞-最優秀演技賞（黎明的眼睛）
- 1994年：MBC演技大賞-大賞（漢城的月亮）
- 1995年：MBC演技大賞-大賞（兒子的女人、Pilot）
- 1995年：TV年度Star賞-最優秀賞
- 1999年：KBS演技大賞-大賞（王與妃、人們的家）
- 2000年：SBS演技大賞-最優秀演技賞（女人萬歲）
- 2004年：KBS演技大賞-最優秀演技賞（愛情的條件）
- 2009年：KBS演技大賞-最優秀演技賞（千秋太后）
- 2012年：SBS演技大賞－十大明星獎、PD獎（五指）
- 2015年：KBS演技大賞－女子最優秀演技賞（不善良的女人們）

## 外部連結
- 蔡時那的Instagram帳戶
- 蔡時那在NAVER上的资料
- 蔡時那在Daum上的资料